# Klassifikation (Mathematik)
In vielen mathematischen Disziplinen ist eines der großen Ziele, eine Klassifikation der im jeweiligen Teilbereich studierten Objekte zu erreichen. In vielen Bereichen ist auch die moderne Forschung noch weit von einer vollständigen Klassifikation entfernt, dennoch sind Ansätze zu einer partiellen Klassifikation eine der wesentlichen Quellen neuer Begriffe und Konzepte.
Je nach Art der Objekte gibt es unterschiedliche Definitionen dafür, welche Objekte für die Zwecke der Klassifikation als "nicht wesentlich verschieden" (isomorph) angesehen werden sollen.

## Klassifikation durch Aufzählung
Diese Art der Klassifikation besteht in der Angabe einer vollständigen Liste der Isomorphieklassen. Beispiele sind:
- Jeder Vektorraum über einem Körper {\displaystyle k} ist isomorph zu {\displaystyle k^{n}} für eine gewisse Kardinalzahl {\displaystyle n}.
- Die Klassifikation der endlichen einfachen Gruppen.

## Klassifikation durch Invarianten
Eine Invariante ist eine Eigenschaft eines Objektes, die für alle Objekte einer Isomorphieklasse gleich ist.:229 Ein vollständiges System von Invarianten ist die Angabe mehrerer Eigenschaften, so dass zwei Objekte, die in allen diesen Eigenschaften übereinstimmen, isomorph sind. Beispiele sind:
- Vektorräume über einem festen Körper sind durch die Angabe ihrer Dimension bis auf Isomorphie eindeutig bestimmt.
- Der Hauptsatz über endlich erzeugte abelsche Gruppen klassifiziert die endlich erzeugten abelschen Gruppen bis auf Isomorphie.
- Geschlossene Flächen sind durch die Angabe ihres Geschlechtes bis auf Diffeomorphie eindeutig bestimmt.

## Klassifikation durch Repräsentanten
Bei dieser Art der Klassifikation wird für jedes Element {\displaystyle x} einer Menge {\displaystyle M} ein bezüglich einer Äquivalenzrelation {\displaystyle \sim } äquivalenter Repräsentant {\displaystyle x_{0}\in M} von {\displaystyle x} angegeben.:232 Die Repräsentanten werden auch Normalform genannt, und für jedes {\displaystyle x\in M} muss es genau eine solche geben:230. Durch die Äquivalenzrelation {\displaystyle \sim } wird die Menge {\displaystyle M} in Äquivalenzklassen genannte, einander elementfremde Teilmengen {\displaystyle [x]\colon =\{y\in M|x\sim y\}} zerlegt,:227 deren Elemente alle einander äquivalent sind und damit dieselbe Normalform besitzen. Wenn {\displaystyle M_{0}\subset M} die Menge der Repräsentanten nach {\displaystyle \sim } ist, dann sind die Äquivalenzklassen durch {\displaystyle \{[x]\mid x\in M_{0}\}} gegeben.
Beispielsweise ist der gekürzte Bruch einer rationalen Zahl die Normalform der Zahl. Der Bruch und die Zahl sind äquivalent bezüglich ihrer Zahlenwerte: {\displaystyle {\tfrac {2}{4}}} und {\displaystyle {\tfrac {3}{6}}} haben beide die Normalform {\displaystyle {\tfrac {1}{2}}} und damit den gleichen Zahlenwert. Der Stern-Brocot-Baum enthält alle diese Normalformen.

## Klassifikation durch Äquivalenz von Kategorien
Eine schwache Form der Klassifikation wird oft durch eine Äquivalenz von Kategorien zu einer einfacheren Kategorie erreicht. Beispiele sind:
- Die Kategorie der Teilerweiterungen einer galoisschen Körpererweiterung ist äquivalent zur Kategorie der Untergruppen der Galoisgruppe.
- Die Kategorie der Überlagerungen eines topologischen Raumes ist unter gewissen Voraussetzungen äquivalent zur Kategorie der Mengen mit einer Operation der Fundamentalgruppe des Basisraumes.